# 本多忠真
本多忠真（1531年／1534年－1573年1月25日）是日本戰國時代在三河國的武將。松平氏（後來的德川氏）家臣。通稱肥後守。父親是本多忠豐。哥哥是本多忠高。

## 生平
出生年分有兩種說法，家中次男。因為善於使槍而為人所知。
父親忠豐在天文14年（1545年）進攻三河國安祥城（第三次安祥合戰）時戰死，兄長忠高在天文18年（1549年）進攻安祥城（第四次安祥合戰）被殺死後，於欠城（岡崎市欠町）保護哥哥的妻子和兒子鍋之助（後來的本多忠勝），向年幼的鍋之助教育武士的心得等。
永祿3年（1560年），在桶狹間之戰的前哨戰‧鷲津砦的攻防戰中輔助初陣的忠勝，於此戰中在忠勝快要被織田方武将山崎多十郎捉到時，向敵方投槍而救出忠勝。此後亦以忠勝的補佐役身份在許多的合戰中從軍，特別在永祿4年（1561年）於尾張國石瀨與水野信元的合戰中立下戰功。在永祿6年（1563年）的三河一向一揆爆發之際，屬於德川家康方前往岡崎城。

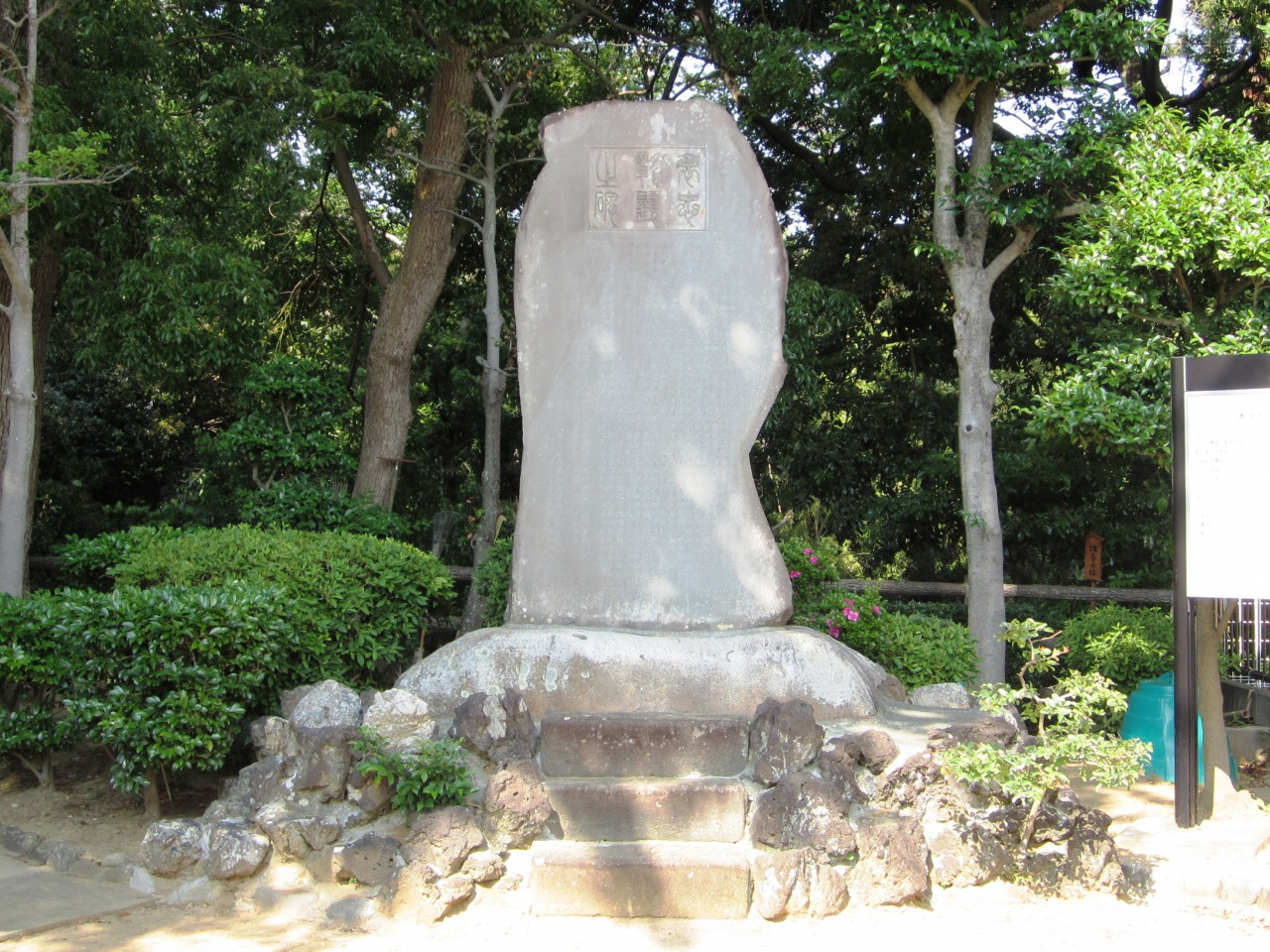
本多肥後守忠真顯彰碑（静岡縣濱松市中區鹿谷町）

在元龜3年（1572年）12月的三方原之戰中撤退之際，自願擔當殿軍，一邊持著旗指物左右突刺，一邊叫著「從此處起不會後退一步」（ここから後へは一歩も退かぬ）並衝向追擊中的武田軍，最後戰死。戒名是慶花。